# Valentí Miserachs Grau
Valentí Miserachs Grau (Sant Martí Sesgueioles, Anoia, 1943) est un prêtre, organiste, chef de chœur et compositeur espagnol d'origine catalane. 

## Biographie
En 1954, il étudie au séminaire de Vic, en 1960 dans celui de Bilbao et en 1963 à l'Université pontificale grégorienne de Rome. Il a été ordonné prêtre en 1966,  et en 1967 il entre à l'Institut pontifical de musique sacrée du Vatican, où il obtient le diplôme de chant grégorien (1969) et le diplôme de composition sacrée (1977). En 1972, il obtient son diplôme pour l'orgue et en 1976 pour la composition au Conservatoire de Bari. 
De 1975 à 1980, il a été organiste et compositeur à Saint Pierre de Rome, et à partir de 1973 il est directeur et maître titulaire de la Chapelle Liberiana de Sainte-Marie-Majeure. Il est professeur de composition du Conservatoire de Matera de 1977 à 1982, et professeur de l'École de musique T. L. da Victoria (1975-1994). Il est aussi professeur de composition et de direction polyphonique à l'Institut pontifical de musique sacrée, dont il fut nommé président directeur en 1995. Il s'est toujours efforcé de diffuser la culture catalane et occitanes. Il a préfacé la version italienne d'El problema català de l'évêque Ramon Masnou i Boixeda (ca) et en 1994, il a fondé Els Amics del Carladès a Catalunya. 
Pour tout cela, en 2001, il a reçu la Creu de Sant Jordi (Croix de Saint-Georges). Il possède également la Encomienda de Alfonso X el Sabio (Espagne, 1999); il est Officier de l'Ordre des Arts et des Lettres (France, 2000). Il appartient à l'Académie pontificale (2002) et à la Reial Acadèmia de Belles Arts de Sant Jordi (2007). Il est chanoine de la Basilique Sainte-Marie-Majeure (1991), protonotaire apostolique (1996) et chanoine honoraire du Chapitre de la cathédrale de Tarragone (2009).
En raison de son âge, il quitta sa fonction du directeur de l'Institut pontifical de musique sacrée en 2012, mais plus tard que prévu.

## Œuvres
Il a composé un millier d'œuvres, parmi lesquelles des messes et des pièces liturgiques pour un chœur "a capella", avec orgue et avec orchestre, des oratorios, des pièces de concert, de chambre et pour piano, des chants liturgiques, et également des pièces de musique populaire catalane. 
- Isaia (1976), oratorio
- Stephanus (1978), oratorio
- Beata Virgo Maria (1982), oratorio
- Nadal (1987), poème symphonique-choral, pour l'accompagnement de la crèche vivante de Els Prats de Rei (Anoia)[2].
- Suite manresana pour orgue, et avec une version orchestrale (1990-1991)
- Esclat berguedà, pour chœur et piano, et avec une version orchestrale (1992)
- Cants per a la litúrgia (1998), avec Josep Ruaix i Vinyet
- Els Pastorets (1986/2000), pour  chœur et cobla, avec une version pour piano à quatre mains
- Mil anys (2002), oratorio
- Pucciniana (2008), pour orchestre, sur des thèmes de Puccini (150e anniversaire de la naissance)
- Pau i Fructuós (2008), oratorio

Prose catalane :
- El meu Mestre (1972/2003)
- Amb Catalunya al cor (2004)

En diverses langues :
- Excitabo auroram I (2006)
- Excitabo auroram II (2007)

## Distinction honorifique
En 2011, le gouvernement de France lui octroya le titre de chevalier de la Légion d'honneur, non seulement en raison de sa contribution dans le domaine de la musique sacrée mais aussi de ses liens avec la France, notamment ses ancêtres de l'Auvergne.